# 2600 років Керчі (монета)
«2600 ро́ків Ке́рчі» — ювілейна монета номіналом 5 гривень, випущена Національним банком України, присвячена 2600-річчю міста Керч, що засноване в VI ст. до н. е. давніми греками і мало назву Пантікапей (столиця Боспорського царства у V—IV ст. до н. е.). Місто завдяки своєму вдалому геополітичному розташуванню було торговельним, культурним і ремісницьким центром, карбувало свої монети.
Монету введено в обіг 25 грудня 2000 року. Вона належить до серії «Стародавні міста України».

## Опис монети та характеристики
| Номінал грн. | Метал      | Маса, г | Діаметр, мм | Якість виготовлення | Гурт     | Тираж, штук |
| ------------ | ---------- | ------- | ----------- | ------------------- | -------- | ----------- |
| 5            | нейзильбер | 16,54   | 35,0        | звичайна            | рифлений | 50 000      |

### Аверс
На аверсі монети у верхній її частині зображено малий Державний Герб України, на тлі гори Мітридат — браслет з археологічних розкопок кургану Куль-Оба, по обидва боки від гори — стилізовані зображення Чорного та Азовського морів, а також написи: «УКРАЇНА», «2000», «5», «ГРИВЕНЬ», і логотип Монетного двору Національного банку України.

### Реверс

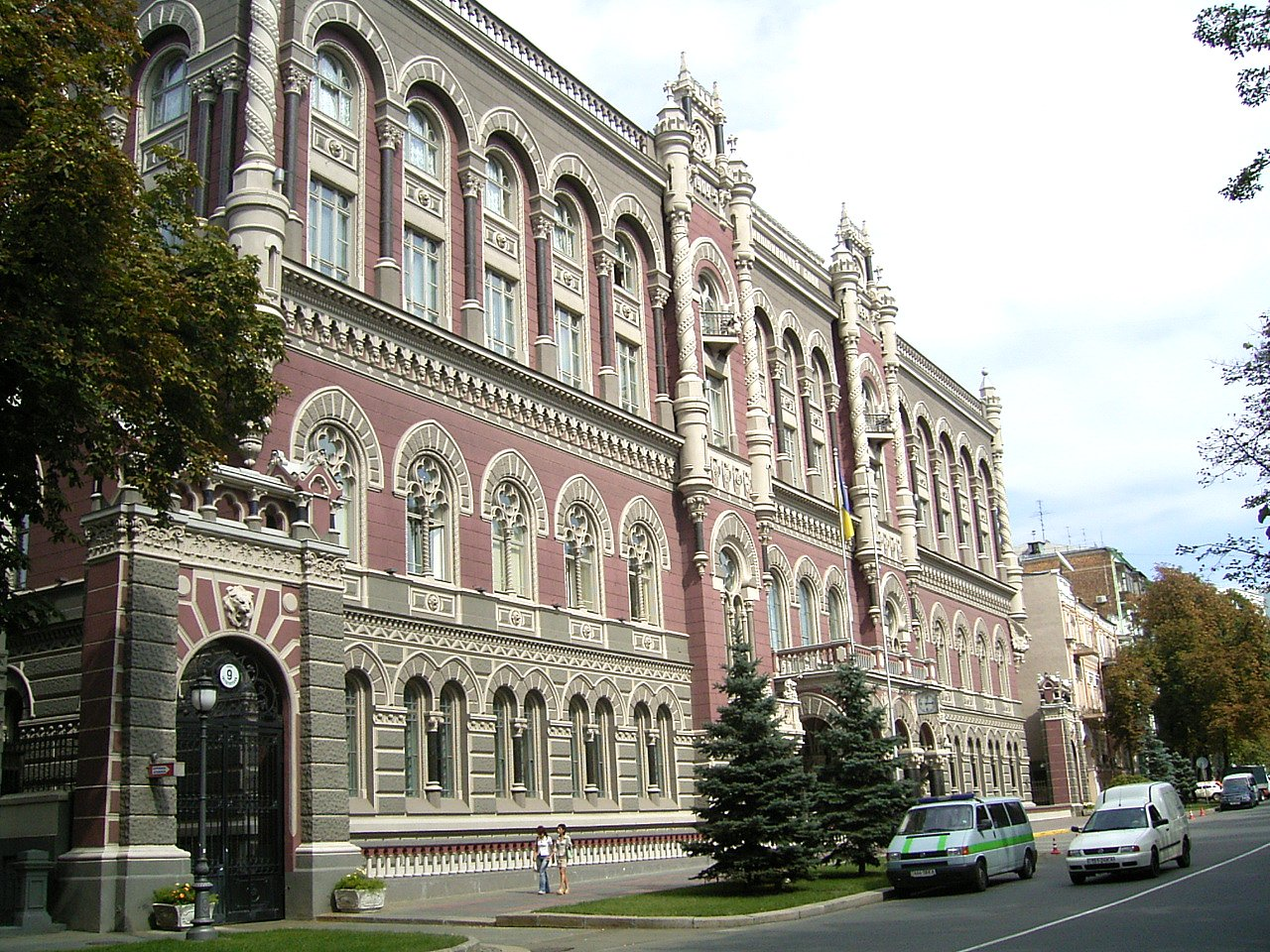
Будівля Національного банку України

На реверсі монети у центрі зображено колону іонічного ордера — пам'ятник у місті Керч, над колоною — монети Пантикапею, ліворуч від колони — на тлі міського пейзажу церква Іоанна Предтечі, пам'ятник архітектури X—XIV ст. праворуч — сходи, що ведуть на Мітридат, та написи півколом: «КЕРЧ 2600».

## Автори
- Художник — Корень Лариса.
- Скульптор — Атаманчук Володимир.

## Вартість монети
Під час введення монети в обіг 2000 року, Національний банк України розповсюджував монету через свої філії за номінальною вартістю — 5 гривень.
Фактична приблизна вартість монети, з роками змінювалася так:
| Рік        | 2010 | 2011 | 2012 | 2013 | 2014 | 2015 | 2016 | 2017 | 2018 | 2019 | 2020 | 2021 | 2022 | 2023 | 2024 | 2025 |
| ---------- | ---- | ---- | ---- | ---- | ---- | ---- | ---- | ---- | ---- | ---- | ---- | ---- | ---- | ---- | ---- | ---- |
| Ціна, грн. | 100  | 140  | 150  | 150  | 150  | 230  | 250  | 240  | 300  | 270  | 280  | 270  | 280  | 350  | 510  | 550  |